# Мохноногие стрижи
Мохноногие стрижи (лат. Aeronautes) — род птиц семейства стрижиных.
Населяют Южную, Центральную и Северную Америку.

## Виды
Род включает 3 вида:
- Aeronautes andecolus — андский мохноногий стриж
- Aeronautes montivagus — горный мохноногий стриж
- Aeronautes saxatalis — белобрюхий мохноногий стриж